# Cawood Castle
Cawood Castle er en befæstet herregård i landsbyen Cawood, North Yorkshire, England.
Den første fæstning på stedet blev opført af kong Adalstein af England i 900-tallet.
De ældste bevarede dele stammer fra 1400-tallet, der var et palads der tilhørte ærkebiskoppen af York. Bygningen blev dog delvist nedrevet efter den engelske borgerkrig.
Det er en listed building af første grad.